# Estadio Internacional Jaber Al-Ahmad
El Estadio Internacional Jaber Al-Ahmad es un estadio de usos múltiples en Kuwait City, Kuwait. El estadio es utilizado preferentemente para la práctica de fútbol y competencias de atletismo. Inaugurado en 2010 es desde entonces la sede oficial de la Selección de fútbol de Kuwait.
El estadio inaugurado en 2010 posee una capacidad de 64 000 espectadores sentados, el edificio está construido en 4 niveles, con 54 palcos corporativos, 6000 estacionamientos de automóviles. El estadio lleva el nombre del fallecido emir de Kuwait el jeque Yaber Al-Ahmad Al-Yaber Al-Sabah.
En 2010 el club local Al Qadsia Sporting Club disputó en este estadio la final de la Copa de la AFC, cayendo derrotado por el club sirio Al-Ittihad de Aleppo.